# Fist of Fury
Fist of Fury (en chino: 精武門; traducido: Puño de Furia), también conocida como Puños de Furia, Furia Oriental, De la China con furor, La Conexión China o Los Cinco dedos de Furia, fue la segunda película de Bruce Lee con la Golden Harvest.
Gracias al éxito de The Big Boss, la Golden Harvest produce esta película con un mayor presupuesto a la anterior. Sin embargo Bruce Lee no queda contento con la dirección de Lo Wei ya que se quejaba del desinterés manifiesto del director en el plató (parece ser que este último oía la radio durante el rodaje), por lo que lo despide. Lee se encargaría de la dirección de su siguiente película Way of the Dragon.

## Argumento
En Shanghái, en 1938, Chen Jeh (Bruce Lee) es un estudiante chino de artes marciales que al regresar a su escuela descubre que su maestro ha fallecido repentinamente, suceso que lo altera demasiado. Tras la insultante visita durante el funeral de los representantes de una escuela japonesa de artes marciales, en la cual les dan un cartel que dice: “Enfermos de Asia”, Chen acude a darles una humillante lección y hacerles tragar sus palabras.
Sintiéndose el hazmerreír de todos, los japoneses desatan una espiral de violencia contra los chinos durante la cual se descubre que, en realidad, su maestro murió envenenado. Decidido a vengar su muerte acabando con todos los responsables, Chen emprende una cruzada contra la escuela japonesa y su aliado ruso Petrov, en la cual necesitará de toda su habilidad marcial para salir victorioso.

## Reparto
- Bruce Lee como Chen Zhen.
- Nora Miao como Yuan Le-erh.
- Paul Wei Ping-ao como Hu.
- James Tien Chang como Fan Chun-hsia.
- Jun Arimura
- Feng Tien como Fan.
- Maria Yi como Yen.
- Quin Lee como Hsu.
- Lo Wei como Inspector.
- Hwong Chung Hsin como Tien.
- Han Yin-chieh como Feng Kwai-sher.
- Feng Wi como Yoshida.
- Tony Liu como Chin.
- San Chin como Tung.
- Riki Hashimoto como Hiroshi Suzuki "Sr. Suzuki"
- Robert Baker como Petrov "El Ruso".
- Lam Ching Ying (doble)
- Jackie Chan (doble) (sin crédito).

Robert Baker era un estudiante y amigo de Bruce Lee y fue recomendado para el papel por Lee. Su voz también fue doblada en las versiones en cantonés y mandarín por Lee.

## Título
Fist of Fury fue estrena accidentalmente en los Estados Unidos bajo el título The Chinese Connection. Ese título era un medio para aprovechar la popularidad de otra película, The French Connection, (protagonizada por Gene Hackman), estrenada en los EE. UU. en 1971. Ese título estaba destinado a ser utilizado para el estreno de otra película de Bruce Lee en Estados Unidos, "The Big Boss", que también involucraba el contrabando de drogas. Sin embargo, los títulos estadounidenses de Fist of Fury y The Big Boss se cambiaron accidentalmente, lo que resultó en la publicación de Fist of Fury en los Estados Unidos bajo el título The Chinese Connection hasta 2005, mientras que The Big Boss fue lanzado como Fists of Fury.
Las proyecciones de televisión recientes y el lanzamiento oficial actual en DVD (por 20th Century Fox, originalmente disponible en el set de "The Bruce Lee Ultimate Collection") en los Estados Unidos, han restaurado los títulos originales de todas las películas protagonizadas por Bruce Lee. Fist of Fury ahora se conoce oficialmente como Fist of Fury en los Estados Unidos. La versión actual del DVD también tiene un subtítulo que dice "AKA The Chinese Connection" cuando aparece el título Fist of Fury En la pantalla, ya que el material de origen son los remasters digitales Fortune Star.
| Título original | Año  | Título de lanzamiento erróneo | Título de lanzamiento previsto |
| --------------- | ---- | ----------------------------- | ------------------------------ |
| The Big Boss    | 1971 | Fists of Fury                 | The Chinese Connection         |
| Fist of Fury    | 1972 | The Chinese Connection        | Fist of Fury                   |

## Taquilla
Fist of Fury recaudó HK$4.431.423 en su estreno en Hong Kong, superando el récord de taquilla anterior establecido por  The Big Boss 'de Lee en el año anterior. Su ganancia bruta de Hong Kong fue equivalente a US$790,000. En los Estados Unidos y Canadá, la película obtuvo US$ 3.4 millones en alquileres de taquilla.
A pesar de que la película tenía antagonistas japoneses, la película fue un éxito cuando se estrenó en Japón el 20 de julio de 1974, y se convirtió en la séptima película más taquillera del año con ¥600 millones (US$5.43 millones) en ingresos de distribución. En Francia, se convirtió en la 12.ª película de mayor recaudación de 1974 (debajo de otras dos películas de Lee en la lista de los 10 más populares, Enter the Dragon y Way of the Dragon), con 3,013,676 admisiones en taquilla. A un precio medio de las entradas de 12.22 F, recaudó aproximadamente 36,83 millones F (US$7,66 millones) en Francia. Combinados, la película recaudó un total de ingresos de taquilla en todo el mundo de aproximadamente US $ 17,2 millones, equivalente a unos US $ 116 millones ajustados por inflación en 2017.

## Doblaje
El sonido sincronizado no se usó mucho en el Cine de Hong Kong durante mucho tiempo, por lo que las voces (incluso en la pista cantonesa original) para la película fueron dobladas. La voz del luchador ruso Petrov en la pista original de mandarín fue doblada por Bruce Lee, con reverberación añadida.
Esta película marca una de las pocas veces que un DVD tiene un nuevo comentario alternativo. Media Asia, el distribuidor del Reino Unido, Hong Kong Legends, ha estrenado esta película como una "Edición de coleccionista especial" y una "Edición de platino". Bey Logan grabó dos comentarios alternativos para ambos lanzamientos. El proceso habitual con relanzamientos en DVD es que los comentarios se pasen al próximo lanzamiento. Logan decidió volver a grabar su segundo comentario, ya que quería darle una nueva luz, siendo un ávido fanático de esta película. La canción temática re-doblada fue interpretada por Mike Remedios. Bey Logan había hecho previamente una pista de comentarios para el lanzamiento del DVD Media Asia Megastar, que es casi palabra por palabra lo mismo que el comentario que hizo para los años posteriores de Hong Kong Legends. Donnie Yen hizo los comentarios en idioma cantonés en el mismo DVD 'Megastar'.

## Secuelas y remakes
La película generó tres secuelas: New Fist of Fury (1976), protagonizada por Jackie Chan, seguida de Fist of Fury II (1977) y Fist of Fury III (1979). La película también generó una adaptación, Fist of Legend (1994), protagonizada por Jet Li. La película también generó una serie de televisión de Fist of Fury en 2009 protagonizada Donnie Yen como Chen Zhen, en 2010 Donnie Yen repitió su papel de Chen Zhen en Legend of the Fist: The Return of Chen Zhen. La película actúa como la secuela de Fist of Fury.

## Estreno
La película se estrenó el 22 de marzo de 1972 en Hong Kong por Golden Harvest, y se estrenó en Estados Unidos el 7 de noviembre de 1972 en Nueva York antes que la primera película importante de Lee, The Big Boss , fuera estrenada allí.
La película fue distribuida originalmente en los EE. UU. por National General Pictures a partir de 1973, poco antes del estreno de Enter the Dragon. Columbia Pictures adquirió los derechos de distribución en los Estados Unidos de la película, luego de la desaparición de National General Pictures, en 1980 y la reeditó, junto con "The Big Boss", como una doble característica autorizada por el estudio con el eslogan "¿Qué es mejor que una película de Bruce Lee? ¡Dos películas de Bruce Lee!"